# Harbke

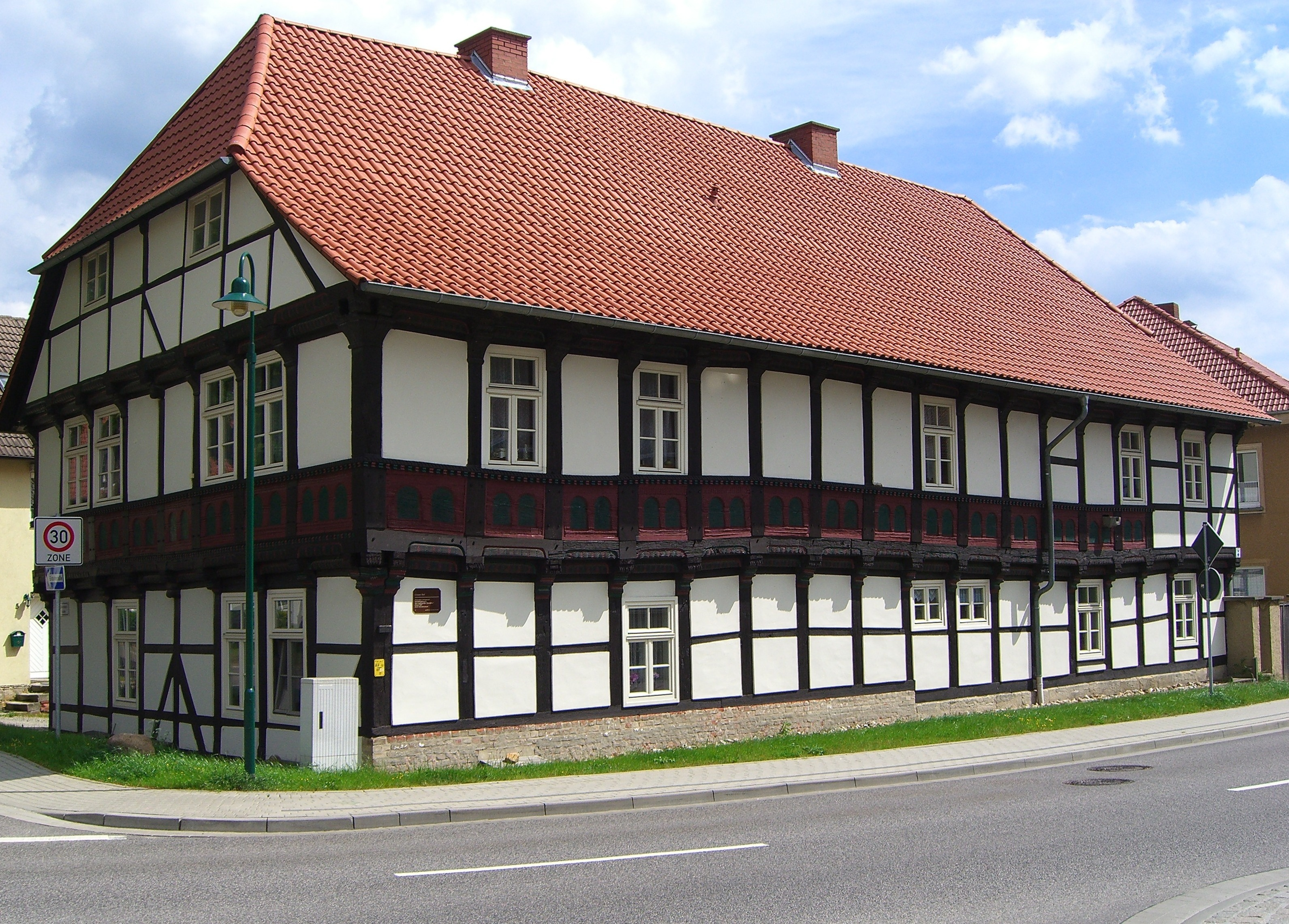
Grauer Hof

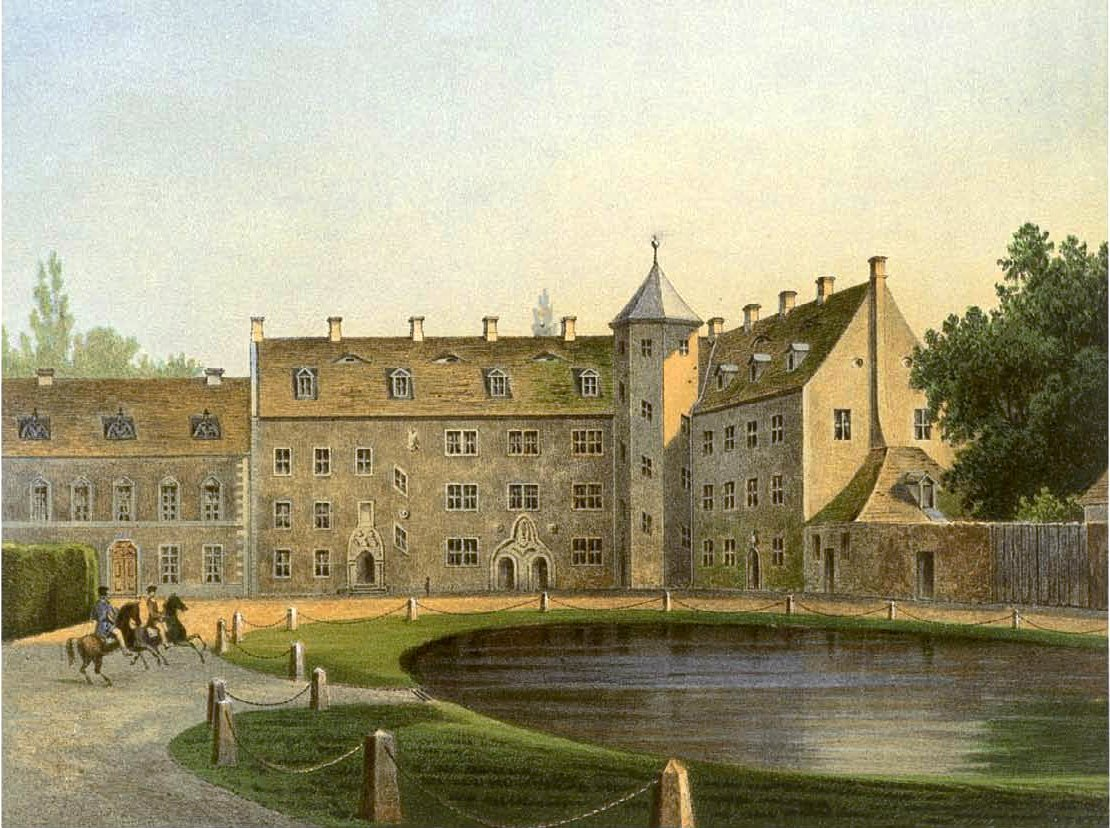
Lithographie des Schlosses Harbke von 1857–59, Sammlung Alexander Duncker

Harbke ist eine Gemeinde im Landkreis Börde in Sachsen-Anhalt.

## Geografie

### Lage
Die Gemeinde Harbke liegt unmittelbar an der Landesgrenze zu Niedersachsen. Sie ist im Ost-Lappwald wenige Kilometer südlich der niedersächsischen Kreisstadt Helmstedt gelegen. Die Stadt Oschersleben liegt etwa 20 km südöstlich. Durch den Ort führt die Bundesstraße 245a. Der Lappwaldsee im Nordwesten gehört teilweise zum Gemeindegebiet.

### Gemeindegliederung
Als Ortsteile der Gemeinde sind ausgewiesen:
- Harbke Autobahn

## Geschichte

### Vom 11. bis zum 19. Jahrhundert
Harbke wurde 1040 erstmals urkundlich erwähnt und änderte seinen Namen über „Hartbike“, „Hartbeke“ und „Harpke“ bis zum heutigen Harbke (hardt = Wald; bek = Bach). Im Jahr 1308 übernahmen Bertram und Ludolf von Veltheim die Grundherrschaft im Ort und begründeten damit eine Stammlinie, die die nächsten 637 Jahre bestimmend wurde. Unter ihrer Herrschaft entstanden das Schloss Harbke, die Kirche, der Schlosspark mit angrenzendem Lustwald sowie viele heute noch erhaltene Fachwerkbauten.
1572 wurde die Obere Schloss- und Pfarrkirche St. Levin gebaut. Zur Erinnerung an den Erbauer wurde sie mit einem Epitaph geschmückt, das Achaz von Veltheim und seine Gemahlin, Margarete von Saldern, mit 32 Ahnenwappen zeigt. Der Turm wurde 1719 angebaut.
Im Jahr 1731 wurden alle Wirtschaftsgebäude des Ritterguts (der ehemaligen Wasserburg), mit Ausnahme des Wohnbereiches des Schlosses, durch ein Großfeuer vernichtet. Der Wiederaufbau erfolgte 1751 bis 1759 durch den braunschweigisch-wolfenbütteler herzoglichen Landbaumeister Martin Peltier de Belfort. Im Jahr 1744 begannen die ersten Anpflanzungen im Harbker Schlosspark, die später unter dem Botaniker Johann Philipp du Roi eine große Bekanntheit erlangten. Alexander von Humboldt besuchte die Anlage im Frühjahr 1789.
Im Jahr 1791 wurde Harbke zu einem Schauplatz der Studentenunruhen an der Universität Helmstedt. In einem Konflikt mit der Handwerkerschaft der Stadt Helmstedt und der Universitätsleitung verließen am 17. Februar etwa hundert Studenten die Universitätsstadt und nahmen nach ihrem Auszug für zwei Wochen in Harbke Quartier. Dort fanden auch die Vermittlungsgespräche statt, die am 2. März 1791 zur Rückkehr der Studenten nach Helmstedt führten.
Anlässlich eines Besuches 1805 beim Helmstedter Universitätsprofessor und „Wundermann“ Gottfried Christoph Beireis, dem Hausarzt derer von Veltheim, wurde Johann Wolfgang von Goethe auf dem Schloss zu Harbke eingeführt. 1842 wurde auf Veranlassung des Grafen Röttger von Veltheim der erste Braunkohle-Schacht in Harbke niedergebracht. Damit wurde der Grundstein für fast 150 Jahre Braunkohlen-Industrie im Helmstedter Revier in und um Harbke gelegt. Harbke galt nicht zuletzt als Hauptrevier des Räuberhauptmanns Rose („Den Riecken nehm ick’t, den Armen jew ick’t“).
Am Eingang zum Landschaftspark steht die 1572 erbaute evangelische Kirche St. Levin mit einer historisch wertvollen und zu 95 % im Originalzustand erhaltenen Fritzsche-Treutmann-Orgel von 1622/1728. Der Park selbst birgt seltene Bäume, darunter den ältesten Ginkgo Deutschlands, der 1758 gepflanzt wurde und aus zwei männlichen Teilen besteht, die im Stamm zusammengewachsen sind; wobei dem hinteren Stamm ein weiblicher Ast aufsitzt. Das Schloss verfiel nach 1945 und ist heute eine Ruine. Der Schlosspark ist Teil des Projektes Gartenträume Sachsen-Anhalt und wurde 2007 weitgehend rekonstruiert.
Die 1830/31 im neugotischen Stil erbaute Orangerie teilte das Schicksal des Schlosses. Seit einigen Jahren wird sie in der Regie des örtlichen Denkmalsvereins restauriert und beherbergt seit 2007 von Frühjahr bis Herbst ein Ausflugscafé. Nahebei findet sich die „chinesische Mauer“ mit einer Skulptur der römischen Göttin der Baumfrüchte Pomona. Dieses und weiteres findet der Besucher entlang dem „Ginkgo-Patt“ (Rundgang durch das Dorf gekennzeichnet mit dem Ginkgo-Blatt), der unter anderem zum prächtigen Bau des „Grauen Hofes“ führt, der, um 1600 erbaut, der Gutsherrschaft als Gericht diente und heute die Harbker Museumsstuben beherbergt. Seine klobigen und verzierten Eichenholzbalken sind sehenswert.

### Seit dem 20. Jahrhundert
1909 wurde das Kraftwerk Harbke in Betrieb genommen. 1990 wurde es stillgelegt, später abgerissen.
Am 30. September 1928 wurde der Hauptteil des Gutsbezirks Harbke mit der Landgemeinde Harbke (Hauptteil) vereinigt. Ein  kleiner Teil kam zur Landgemeinde Beendorf.
1936 wurde Wulfersdorf nach Harbke eingemeindet, die Ortschaft fiel jedoch bereits wenige Jahre darauf dem Braunkohletagebau zum Opfer und wurde abgerissen.
Von 1945 bis 1990 befand sich in nur etwa zwei Kilometer Entfernung von Harbke die Innerdeutsche Grenze. 1949 wurde für die Unterbringung der an der Grenze und dem Grenzübergang eingesetzten staatlichen Bediensteten und ihrer Familien der Ortsteil Autobahn mit Kaserne und Dienstgebäuden, Kulturhaus, Kino und Gaststätte errichtet. Dieser Bereich konnte nur mit Sondergenehmigung betreten werden. Am 26. Mai 1952 wurde die Grenze von der Volkspolizei vollständig abgeriegelt, was erhebliche negative Auswirkungen auf die Harbker Wirtschaft hatte. Infolgedessen wurde im Sommer 1952 ein Teil der Bergarbeiter aus dem Raum Harbke in das Sächsische Braunkohlengebiet umgesiedelt.
Von 1978 bis 1986 wurde im Grenzbereich aufgrund besonderer Verträge mit der Bundesrepublik erneut Braunkohle gefördert, siehe Tagebau Wulfersdorf.

### Einwohnerentwicklung
| Jahr              | Einwohner |
| ----------------- | --------- |
| 16. Juni 1925     | 1.660     |
| 1973              | 2.450     |
| 31. Dezember 2003 | 1.955     |
| 31. Dezember 2004 | 1.932     |
| 31. Dezember 2005 | 1.856     |
| 31. Dezember 2006 | 1.878     |
| 31. Dezember 2007 | 1.785     |
| 31. Dezember 2008 | 1.801     |
| 31. Dezember 2015 | 1.896     |
| 31. Dezember 2016 | 1.885     |
| 31. Dezember 2017 | 1.797     |
| 31. Dezember 2018 | 1.777     |
| 31. Dezember 2019 | 1.750     |
| 31. Dezember 2020 | 1.790     |

(Quellen ab 2003: Statistisches Landesamt Sachsen-Anhalt)

## Politik

### Bürgermeister
Im Juni 2009 wurde Werner Müller zum neuen Bürgermeister gewählt, er wurde 2016 im Amt bestätigt.

### Wappen
Das Wappen wurde am 24. November 1997 durch das Regierungspräsidium Magdeburg genehmigt.
Blasonierung: „Geviert; Feld 1: in Silber ein schrägrechter gestümmelter, roter Lindenast mit einem Knorren (oben) und zwei Blättern (1:1); Feld 2: in Gold ein mit zwei silbernen Fäden belegter schwarzer Balken; Feld 3: in Blau zwei steigende, an den Stielen verbundene goldene Ähren; Feld 4: in Silber ein gekreuztes schwarzes Bergmannsgezähe.“
Die Farben der Gemeinde sind Rot–Silber (Weiß).
Der Zweig entspricht dem Familienwappen der Herren von Veltheim als Besitzer von Harbke, die Ähren verweisen auf die Landwirtschaft in der Region. Schlägel und Eisen stehen für den bis 1990 betriebenen Bergbau. Die schwarzen und weißen Streifen kennzeichnen die beiden Linien der Familie von Veltheim, deren Wirken Harbke über Jahrhunderte geprägt hat.

### Flagge
Die Flagge ist Rot–Weiß gestreift mit dem aufgelegten Wappen der Gemeinde.

## Religionen und Sakralbauwerke

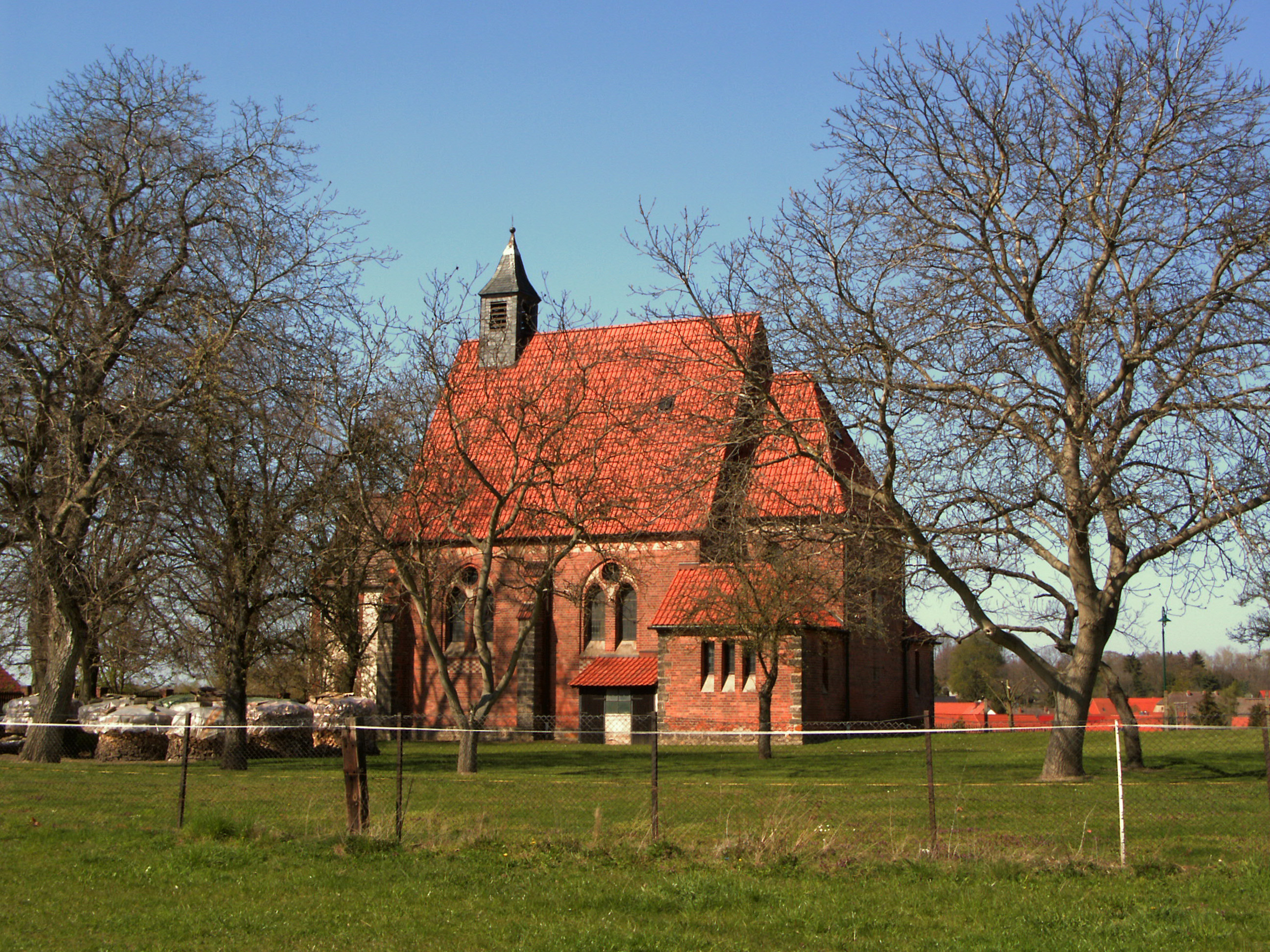
Katholische Kirche St. Josef

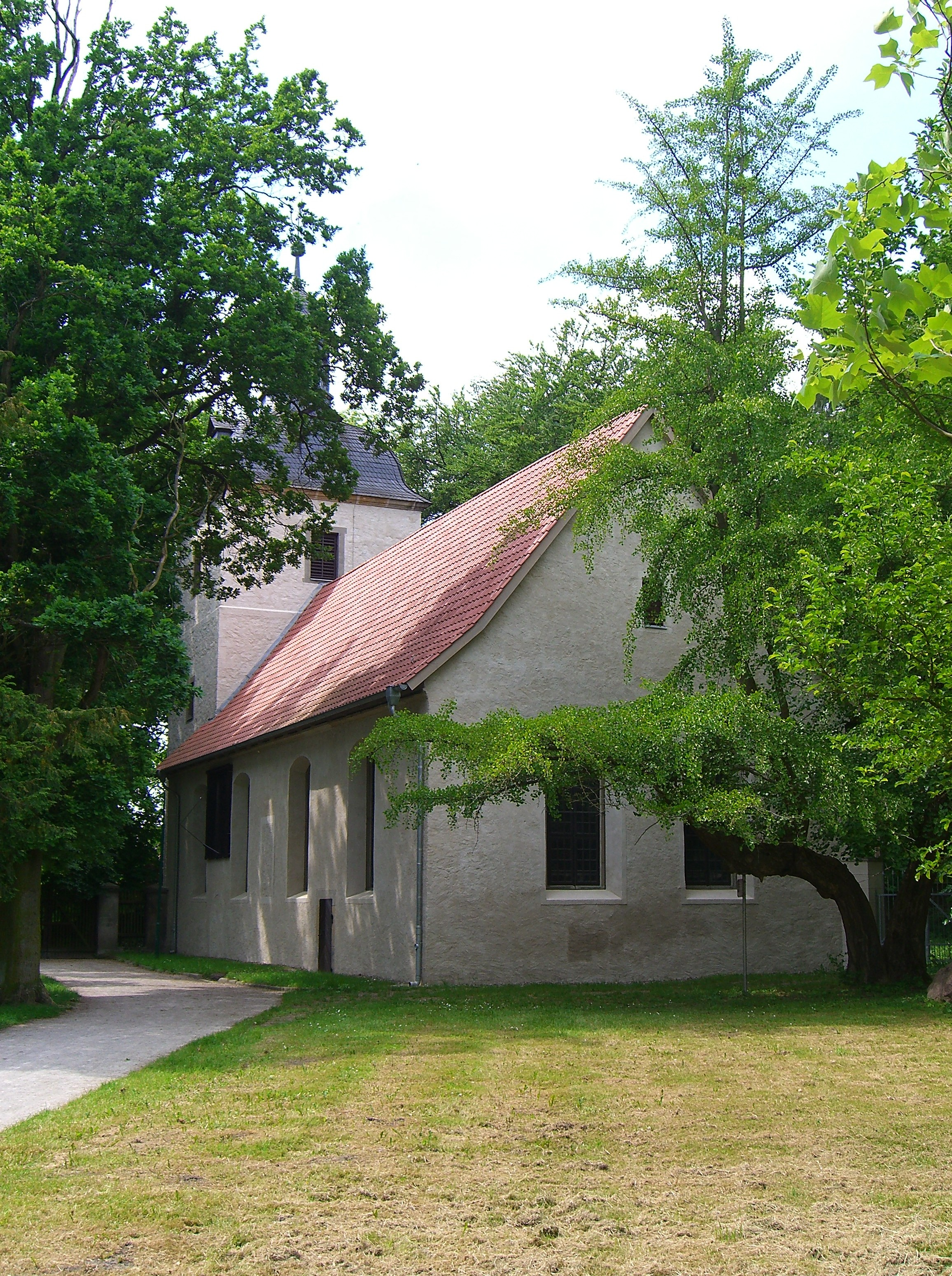
Evangelische Kirche St. Levin

Die Volkszählung in der Europäischen Union 2011 zeigte, dass die große Mehrheit der Harbker Bevölkerung keiner Religionsgemeinschaft angehört. Etwa zehn Prozent gehörten der evangelischen und etwa vier Prozent der römisch-katholischen Kirche an.
Die evangelische Kirche St. Levin, benannt nach Lebuin, befindet sich an der Goethestraße (siehe auch Geschichte und Schloss Harbke). Sie wurde 1572 auf den Grundmauern der abgerissenen Vorgängerkirche erbaut, und 1718/19 um einen Glockenturm bereichert.
Die katholische Kirche St. Josef ist benannt nach Josef von Nazaret. Sie wurde 1913 erbaut und befindet sich am Thymiansberg. Heute gehört die Kirche zur Pfarrei St. Marien mit Sitz in Oschersleben, sie wird jedoch seit 2011 nur noch selten für Gottesdienste genutzt. Die nächstliegenden katholischen Kirchen mit regelmäßigen Sonntagsgottesdiensten befinden sich 6 km entfernt in Helmstedt und Sommerschenburg.

## Verkehr
Harbke liegt an der Bahnstrecke Braunschweig–Magdeburg. Dort zweigte früher die Bahnstrecke Harbke–Völpke ab. Zudem befindet sich Harbke nahe der A 2, AS 63 Marienborn/Helmstedt.

## Weitere Bauwerke
1848 bis 1858 entstand im Lustwald auf Initiative von Graf Werner von Veltheim – dem Vater von Werner von Veltheim – die rund 15 m hohe „Turmruine“. Sie steht auf einem Bergsporn, wurde 2004 und 2019 restauriert und ist seit 2018 durch eine Sichtachse vom Niveau des Schlossparks aus gut wahrnehmbar.
Die in der Gemeinde befindlichen Kulturdenkmale sind in der Liste der Kulturdenkmale in Harbke eingetragen, die Bodendenkmale in der Liste der Bodendenkmale in Harbke.

## Persönlichkeiten
- Werner von Veltheim (1785–1860), Braunschweigischer Staatsminister und Forstmeister

### Söhne und Töchter der Gemeinde
- Josias von Veltheim (1696–1747), königlich-polnischer und kurfürstlich-sächsischer Kammerjunker
- August von Veltheim (1741–1801), Mineraloge
- Röttger von Veltheim (1781–1848), Gutsherr und Privatgelehrter
- Friedrich Reuter (1801–1872), Oberförster im Dienst der Herren von Jagow
- Wilhelm Schrader (1817–1907), Altphilologe
- Werner von Saldern (1852–1930), preußischer Landrat, Reichstagsabgeordneter
- Paul Z’dun (1904–1981), „komischer Radfahrer“